# Chalcides delislei
Chalcides delislei là một loài thằn lằn trong họ Scincidae. Loài này được Lataste & Rochebrune mô tả khoa học đầu tiên năm 1876.